# Amazonas (Colombia)
Amazonas es uno de los treinta y dos departamentos que forman la República de Colombia. Su capital es Leticia. Está ubicado en el extremo sur del país, en gran parte al sur de la línea ecuatorial, en la región Amazonia. Con 110 000 km² es el departamento más extenso de Colombia, con unos 83 808 habitantes en 2023, el cuarto menos poblado —por delante de San Andrés y Providencia, Guainía y Vaupés, el menos poblado— y con 0.76 Hab/km², el tercero menos densamente poblado, por delante de Vichada y Guainía, el menos densamente poblado. 
Se compone en su totalidad de territorio de la Selva Amazónica. La porción meridional del departamento, al sur del río Putumayo, se denomina "Trapecio amazónico", el cual incluye la triple frontera de Colombia, Perú y Brasil, y su límite sur es el río Amazonas.

## Toponimia
El nombre del departamento procede del nombre del gran río Amazonas. El río a su vez fue así denominado por el conquistador español Francisco de Orellana (1511-1546), el cual, en su viaje de exploración, dijo que fue atacado por "feroces mujeres" que se le asemejan a las amazonas de la mitología griega; sin embargo, la existencia de una tribu guerrera femenina en tal tiempo no ha podido ser demostrada y es posible que fuesen guerreros amerindios de pelo largo los que impresionaron al conquistador por el cual denominó a las selvas y al río con el nombre de Amazonas.

## Historia
Como Departamento, el Amazonas es uno de los más recientes en Colombia. Hasta 1991 era parte de los Territorios Nacionales del país, una entidad bastante discutida, pero eliminada con la redistribución territorial de la Constitución Política. Es quizá uno de los departamentos colombianos en donde se ha conservado con mayor gracia la presencia de los pueblos amerindios de la familia lingüística Arawak.
Entre los primeros exploradores europeos del territorio está Francisco de Orellana, quien le da el nombre a la selva. La colonización española pondría el territorio forestal bajo el dominio de la provincia de Popayán, pero la desintegración del Imperio Español en el continente por 1822 desataría un ánimo expansionista de las nuevas repúblicas hermanas, especialmente el Perú y Brasil. Colombia, más concentrada políticamente en la región andina, perdería una gran parte del territorio amazónico.
En 1822 el Amazonas hizo parte del departamento de Azuay, el cual comprendía desde Boyacá hasta territorio del actual Perú durante la existencia de Gran Colombia. En 1858 ya pertenecía al territorio del Caquetá, que era parte del Estado Soberano del Cauca; con la reforma constitucional de 1886 el Estado Soberano del Cauca se convierte en el departamento del Cauca. Entre los años 1920 y 1930, Colombia y Perú legitiman su frontera por medio del tratado Salomón-Lozano, en el cual ambas repúblicas se reparten los territorios comprendidos entre los ríos Caquetá y Napo. Dentro de estas se le cede a Colombia el trapecio amazónico, donde obtiene Leticia, ciudad amazónica fundada por colonos peruanos.
En 1928 y como base en la delimitación de la frontera entre Colombia y Perú, se crea la Comisaría del Amazonas que por su importancia se renombra en 1931 a Intendencia del Amazonas, ampliándose su territorio hacia el norte con partes de la Intendencia del Caquetá. En 1943 cambia de nuevo a Comisaría Especial, para luego en 1951 denominarse otra vez intendencia Nacional. En 1957 finalmente adopta la denominación de Comisaría Especial del Amazonas que cambia el 6 de julio de 1991 a departamento del Amazonas.

## Geografía
Con más de 110.000 kilómetros cuadrados de superficie tiene un área similar o comparable a la de Corea del Sur o 5 veces el tamaño total de Israel.

### Límites
Amazonas está delimitado al sur y este con Perú y Brasil respectivamente y el resto con varios departamentos colombianos

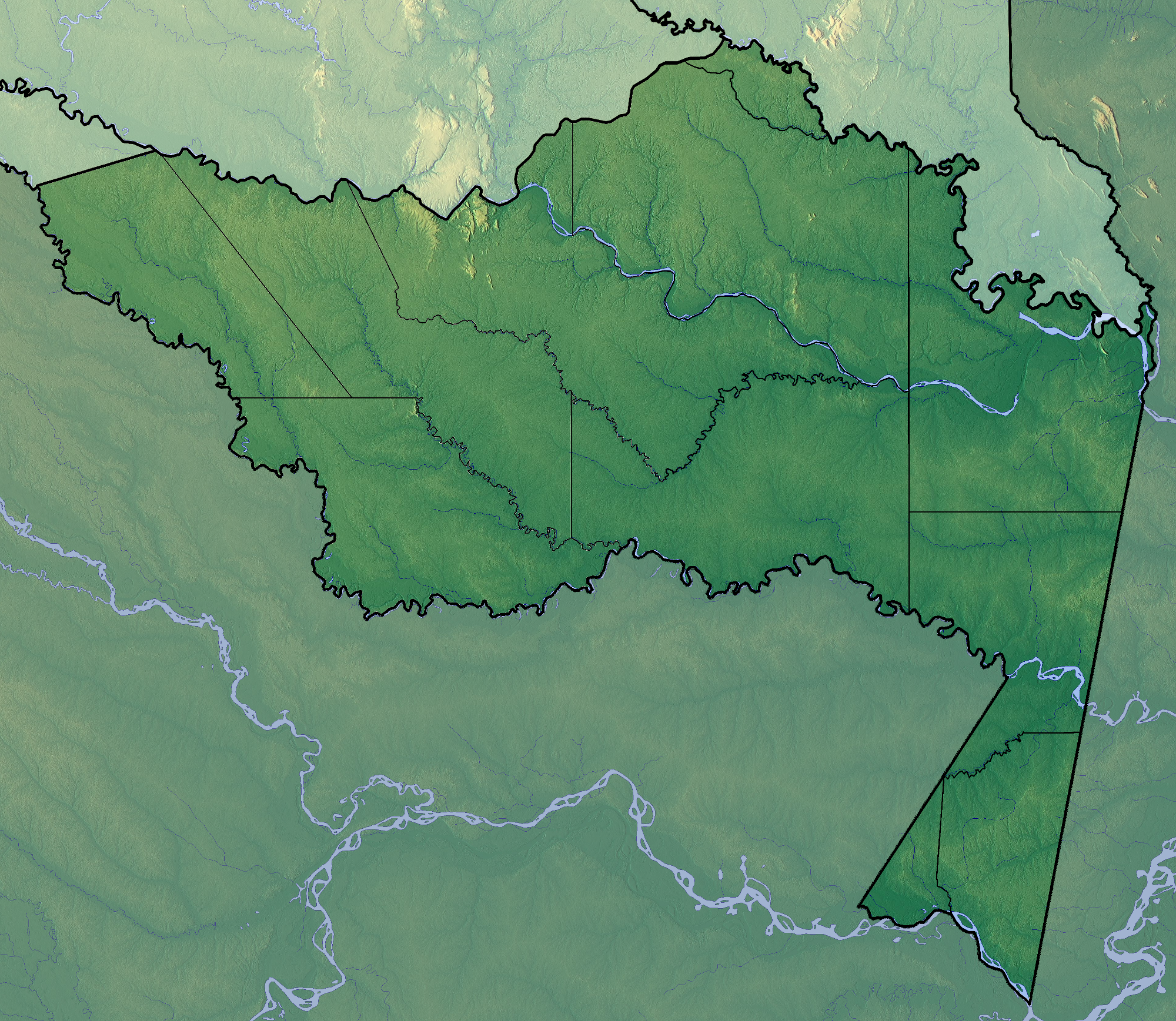
Mapa físico del Amazonas.

| Noroeste: Putumayo                                   | Norte: Caquetá (Río Caquetá)                                | Nordeste: Vaupés (Río Apaporis)    |
| Oeste: Perú Departamento de Loreto (Río Putumayo)    |                                                             | Este: Brasil Estado de Amazonas    |
| Suroeste: Perú Departamento de Loreto (Río Putumayo) | Sur: Perú Departamento de Loreto (Ríos Putumayo y Amazonas) | Sureste: Brasil Estado de Amazonas |

### Fisiografía
El departamento del Amazonas tiene una superficie de 109 665 km², que en términos de extensión es similar a la de Cuba. Está densamente cubierto de selva y cruzado por ríos largos y caudalosos que son tributarios del río Amazonas. Su territorio presenta numerosas lagunas y zonas pantanosas. El departamento está conformado por dos partes: el Trapecio amazónico que hace como una "península" que se ve limitada al sur por el río Amazonas y el resto del departamento.
El departamento consiste principalmente de una extensa llanura, que tiene varios relieves de poca altura como los siguientes:
- Mesa del Iguaje
- Cerro Cumare
- Sierra de Chiribiquete
- Cerro Campaña
- Serranía de San José
- Cerro Otare

### Hidrografía
Además del Amazonas, otros ríos del departamento son:
- Río Caquetá: el principal tributario del Amazonas.
- Río Putumayo: que marca el límite con Perú.
- Río Apaporis: que marca el límite septentrional con el departamento del Vaupés.

### Parques naturales
El departamento, dada su gran riqueza ecológica y medioambiental, es sede de varios parques naturales nacionales colombianos:
- Amacayacu.
- Cahuinarí.
- Río Puré.
- Yaigojé Apaporis.

## División político-administrativa

Mapa político del Amazonas.

Cuenta con dos municipios: Leticia y Puerto Nariño. Además, de 9 áreas no municipalizadas.

### Rama judicial
Amazonas es parte del distrito judicial de Cundinamarca de forma extraterritorialmente, puesto que el circuito judicial de Leticia tiene jurisdicción en el territorio amazonense.

## Demografía
| Evolución de la población del departamento de Amazonas (1938-2025)        |
|                                                                           |
| Población según censo. Población según proyección.Fuente: Statoids. DANE. |

### Etnografía
- Mestizos & Blancos (55,16 %)
- Amerindios o Indígenas (42,84 %)
- Negros o Afrocolombianos (2,00 %)

Posee una gran riqueza étnica, especialmente de las culturas amerindias que resistieron los tiempos de conquista y colonización. Según fuentes de la Gobernación del Amazonas, existen 26 etnias entre las cuales los más numerosos son:
- Ticuna
- Huitotos
- Yaguas
- Cocama
- Yucunas
- Mirañas
- Matapíes
- Boras
- Muinanes

### Inmigración
El más reciente censo general de la nación, realizado por el Departamento Administrativo Nacional de Estadística de Colombia (DANE), presenta los siguientes resultados acerca del país de nacimiento de los habitantes del departamento de Amazonas:
| N.º        | País       | Población |
| ---------- | ---------- | --------- |
| 1          | Venezuela  | 962       |
| 2          | Perú       | 498       |
| 3          | Brasil     | 339       |
| No informa | No informa | 104       |
| Otros      | Otros      | 50        |
| Total      | Total      | 1 953     |

## Económicas

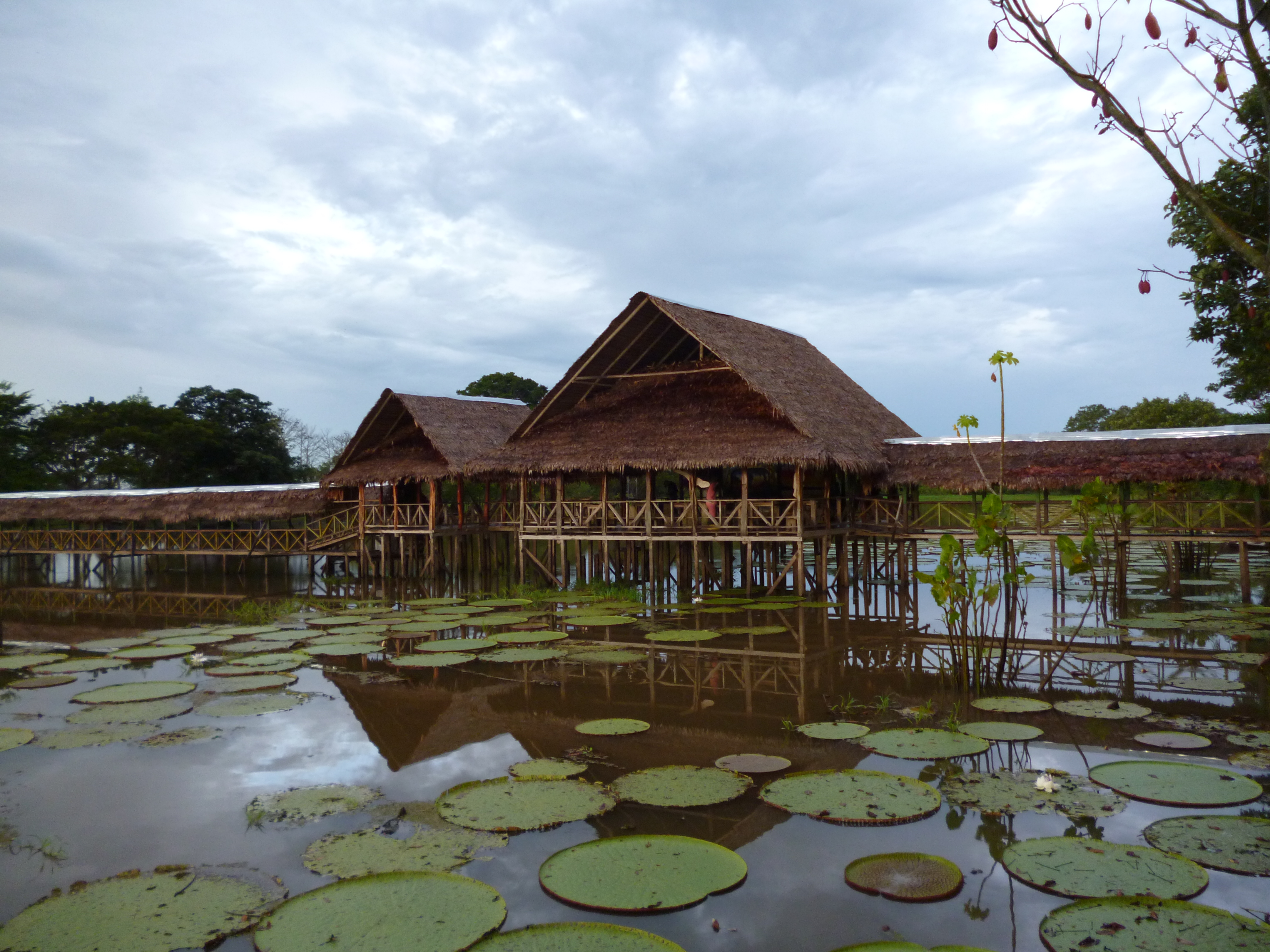
Sitio de la Victoria regia, Leticia.

La economía de este departamento se fundamenta en la extracción de maderas, caucho y chicle, la caza, la pesca, la agricultura de maíz, plátano, arroz, caña de azúcar, ñame, aguacate, yuca, Cacao, piña y otros frutales. Ganadería bovina, porcina y aves de corral. El turismo ecológico.
En los últimos años, se ha convertido en un importante centro turístico nacional e internacional por la exuberancia de sus paisajes y la riqueza de su fauna y flora. Entre los lugares más destacados están: la isla de los Micos, los parques Amacayacu y el Cahuinarí, los lagos de Tarapoto y Cañón Araracuara y los resguardos y poblados indígenas que se encuentran dentro del departamento. Los principales ingresos son de oro, caucho, minerales y la explotación de madera, pero la pesca y la agricultura completan el movimiento económico de la región.

## Movilidad
Dadas las condiciones selváticas del departamento, el acceso al mismo desde el interior del país se da por aire y el transporte dentro del mismo se da por vías fluviales. El principal aeropuerto del departamento es el Alfredo Vásquez Cobo localizado en la capital departamental. El transporte terrestre queda reducido a la conurbación internacional Leticia-Tabatinga (Carrera 6 -parte de la Ruta nacional 85-/avenida de la Amistad, según la ciudad donde corresponda).